# Kekerten Island
Kekerten Island är en ö i Kanada.   Den ligger i territoriet Nunavut, i den östra delen av landet, 2 300 km norr om huvudstaden Ottawa. Arean är 13,7 kvadratkilometer.
Terrängen på Kekerten Island är platt. Öns högsta punkt är 162 meter över havet. Den sträcker sig 6,9 kilometer i nord-sydlig riktning, och 4,2 kilometer i öst-västlig riktning.